# Карбония
Карбо̀ния (на италиански: Carbonia; на сардински: Crabònia, Крабония, името значи „град“ или „земя на въглищата“) е град и община в Италия, един от двата административни центъра на провинция Южна Сардиния, на остров и автономен регион Сардиния. Разположен е на 111 m надморска височина. Населението на града е 29 764 души (към 31 декември 2010).